# Scardinius plotizza
Scardinius plotizza är en fiskart som beskrevs av Heckel och Kner, 1858. Scardinius plotizza ingår i släktet Scardinius och familjen karpfiskar. IUCN kategoriserar arten globalt som livskraftig. Inga underarter finns listade i Catalogue of Life.